# Borucin, Tỉnh West Pomeranian
Borucin [bɔˈrut͡ɕin] (tiếng Đức: Marquardsmühl)  là một ngôi làng thuộc khu hành chính của Gmina Kamień Pomorski, thuộc quận Kamień, West Pomeranian Voivodeship, ở phía tây bắc Ba Lan. Nó nằm khoảng 3 kilômét (2 mi) phía đông Kamień Pomorski và 63 km (39 mi) phía bắc thủ đô khu vực Szczecin.